# Fakir Sumabatra
Fakir Sumabatra јe epizoda seriјala Mali rendžer (Kit Teler) obјavljena u Lunov magnus stripu #251. Epizoda јe premijerno u bivšoj Jugoslaviji objavljena u 6. maja 1977. godine. Koštala je 10 dinara (0,54 $; 1,29 DEM). Epizoda je imala je 78 strana. Izdavač јe bio Dnevnik iz Novog Sada. Sveska je 2. deo duže epizode, koja je započela LMS-250 pod nazivom Ljubimac Krik. Autor naslovne strane je nepoznat. U nastavku sveske nalazio se strip "Najlepša nagrada", a posle njega "Avanture Renoa Regana".

## Originalna epizoda
Epizoda je premijerno objavljena u Italiji u svesci #110. pod nazivom La tenda gialla u izdanju Serđo Boneli Editore u januaru 1973. godine.> Koštala je 200 lira (0,34 $; 1,09 DEM). Epizodu je nacrtao Birago Balzano, a scenario napisao Andrea Lavezzolo.

## Prethodna i naredna sveska
Prethodna sveska nosi naziv Ljubimac Krik (LMS-250), a naredna Izgubljena dolina (LMS254).